# 제니 톰프슨
제니 엘리자베스 톰프슨(Jenny Elizabeth Thompson, 1973년 2월 26일 ~ )은 미국의 수영 선수로 자유형과 접영을 주로 활약하고, 1992년부터 2004년까지 4개의 하계 올림픽에서 8개의 금메달을 포함하여 12개의 메달을 획득한 올림픽 역사상 가장 많은 메달을 받은 선수들 중의 하나이다.

## 생애
매사추세츠주 댄버스에서 태어나 그로블랜드에 있는 세더데일 하계 컨트리 클럽에서 7세 때 수영을 시작하였다. 실내 시즌 동안에 그녀는 8세부터 10세 때까지 댄버스 YMCA에서, 그러고나서 10세부터 12세 때까지 앤도버-노스앤도버 YMCA에서 활약하였다. 12세 때 톰프슨은 에이미와 마이크 패러토 코치 아래에서 시코스트 수영 협회를 위하여 수영을 하고, 13세 때 뉴햄프셔주 도버로 이주하였다.
그녀는 14세의 나이로 1987년 팬아메리칸 게임에서 국제 장면에 나와 50m 자유형을 우승하고, 100m 자유형에서 3위를 하였다. 그녀는 400m 자유형 계주를 우승한 미국 팀의 일원으로서 1991년 자신의 첫 세계 선수권을 우승하고, 1992년 바르셀로나 올림픽에 참가할 때 50m와 100m 자유형에서 세계 기록을 보유하였다.
톰프슨은 스탠퍼드 대학교에서 수학하고, NCAA와 퍼시픽텐에서 스탠퍼드 카디널 수영·다이빙 팀을 위하여 활약하였다. 그녀는 "올해의 뛰어난 대학 여성 수영 선수"로서 인정받으며 1994~95 혼다 스포츠 수영·다이빙 상을 수상하였다.
2006년 톰프슨은 컬럼비아 대학교 내과·외과 대학원에서 의학 학위를 취득하였다.

## 세계 경연과 기록들

### 1992년 올림픽
당시 그녀의 경쟁적 경력의 절정에 불구하고, 톰프슨은 그 올림픽 경기들에서 5개의 금메달을 획득하는 데 기대되었다. 하지만, 200m 자유형 결승전에 나가는 데 떨어지고, 50m 자유형에서 실망스러운 5위를 하고, 100m 자유형에서는 중화인민공화국의 좡융에게 패하여 2위를 하였다. 톰프슨은 400m 자유형 계주와 400m 혼계영에서 2개의 금메달을 획득하였다. 숙고적인 논쟁은 바르셀로나에서 유리된 도핑 정책 기준들에 100m 자유형에서 미국 팀이 사색할 때 자라났다. 당시 종목의 우승자는 위임된 도핑 테스트를 받지 않고, 2위와 4위로 들어온 선수들 만이 임의 비김에 기초를 두면서 시험되었다. 톰프슨과 그녀의 동료들은 올림픽 챔피언이 시험되어야 하는 것을 믿고, 그 규칙은 중화인민공화국 수영 팀의 선수 9명이 약물 복용을 위하여 확증이 시험된 후 몇달 후에 바뀌었다.

### 대학 시절
톰프슨은 미국 국가 대표 팀과 스탠퍼드 대학교 수영 팀의 일원으로서 자신의 경력을 지속하였고, 다음 4년 동안 지속적으로 세계에서 최고 수영 선수들 중에 랭킹에 들었다. 스탠퍼드 대학교에서 자신의 4년 동안에 그녀는 4개의 NCAA 선수권 팀들의 일원이었고, NCAA 역사상 가장 우세한 대학 팀들 중의 어떤 선수로 숙고되었다. 그 동안에 톰프슨은 19개의 개인과 릴레이 NCAA 타이틀을 수집하였다. 하지만, 1996년 올림픽 선발 시합에서 부족한 경연이 그해 애틀랜타에서 열리는 올림픽에 아무 개인 종목에 나가는 데 그녀를 떨어져 나가게 하였다. 이에 불구하고, 그녀는 400m 자유형 릴레이, 400m 혼계영과 800m 자유형 릴레이에서 3개의 금메달을 획득하였다. 그녀는 그해 8월에 헝가리에서 열린 8회 세계 선수권에서 미국 핀스위밍 팀의 일원으로 나갔다.
1997년과 1999년 사이에 톰프슨은 100m 자유형에서 3개의 대열을 포함한 8개의 세계 선수권 타이틀을 더 우승하였다. 2000년 시드니 올림픽에서 그녀는 100m 자유형에서 동메달을 따고, 100m 접영에서 5위를 하였다. 그러나 릴레이 종목들에서 그녀는 미국 팀이 400m와 800m 자유형 릴레이 타이틀을 유지하는 도움을 주는 데 최종 주자로 헤엄을 쳤다. 그녀는 또한 400m 혼계영을 우승하는 데 접영 주자로 헤엄을 치기도 하였다. 400m 자유형 릴레이와 혼계영 팀들은 진행에서 세계 신기록들을 세웠다.
그해에 열린 세계 선수권에서 톰프슨은 4번째로 100m 접영에서 세계 기록을 깨고, 그 종목에서 금메달을 획득하는 데 56.56초의 시간에서 진출 예선을 우승하였다.

### 2000년에서 2004년을 통하여
10개의 올림픽 메달(금 8, 은 1, 동1)과 12개의 세게 선수권 메달들과 함께 2000년 시즌 이후에 톰프슨은 경연으로부터 은퇴하였다. 2001년 톰프슨은 뉴욕으로 이주하여 컬럼비아 대학교 내과·외과 대학원에서 공부하기 시작하였다. 하지만, 재학 중에 그녀는 2002년 일본 요코하마에서 열린 팬퍼시픽 선수권에서 경연에 돌아왔다. 이틀 안에 톰프슨은 5개의 메달을 획득하였으며, 50m 자유형을 우승하는 데 경력 최고의 시간을 세웠다. 이듬해 바르셀로나에서 열린 세계 선수권에서 2개의 금메달을 포함한 5개의 메달을 획득하였다.
31세의 나이에 톰프슨은 아테네에서 열리는 자신의 4번째 올림픽에 나가는 데 그해의 미국 수영·다이빙 팀의 연장자 선수였다. 그녀는 자신이 국내 기록 3분 36.39초와 은메달을 따는 데 기여한 400m 자유형 릴레이 팀의 최종 주자였다. 그녀는 400m 혼계영의 일원으로서 또 다른 은메달을 땄다. 자신의 올림픽 경력 동안에 톰프슨은 8개의 릴레이 금메달을 포함한 12개의 메달을 획득하여, 올림픽 역사상 여러 여성 올림픽 수영 선수들 중에 가장 많은 메달을 획득한 선수가 되었다.

## 최근의 생애
2006년 컬럼비아 대학교 내과·외과 대학원에서 의학 학위를 취득한 톰프슨은 뉴욕 시티 기념 슬론-케터링 암 센터에서 자신의 수련을 시작하고, 보스턴에 있는 브리검 여성 병원에서 마취 전문 의사로 실습하였다.
현재 그녀는 메인주 포틀랜드에 있는 메인 의료 센터에서 스펙트럼 의료 단체를 위한 마취 전문 의사로 일하고 있다.
1995년 이래 명성 수영 선수로서 암 연구를 위하여 모금하는 자선 단체인 스윔 어크로스 아메리카를 위하여 지원하였다.

## 영예와 다른 인정
1993년과 1998년 그녀는 "올해의 미국 수영 선수"로 선정되고, 1999년 스포츠 일러스트레이티드에 의하여 스포츠 사상 62번째로 위대한 여성 선수로 랭킹에 들어왔다. 그녀는 1998년 스위밍 월드 잡지에 의하여 "올해의 여성 수영 선수"로 선정되고, "올해의 미국 여성 수영 선수"(1993, 1995, 1998)로 선정되었다. 그녀는 2000년 여성 스포츠 재단의 "올해의 선수"였다.
그녀의 채택된 고향 뉴햄프셔주 도버에는 그녀의 명예로 이름을 지은 공동 수영장이 있다.

## 같이 보기
- 올림픽 다관왕 목록
- 수영 접영 50m 세계 기록 추이
- 수영 접영 100m 세계 기록 추이
- 수영 자유형 100m 세계 기록 추이
- 수영 개인혼영 100m 세계 기록 추이
- 수영 계영 400m 세계 기록 추이
- 수영 혼계영 400m 세계 기록 추이